# هيليو روبنز غارسيا
هيليو روبنز غارسيا (بالبرتغالية: Hélio Rubens Garcia) مواليد سبتمبر 1940 ، هو لاعب كرة سلة برازيلي سابق. مثّل منتخب البرازيل لكرة السلة.

## الميداليات
| الميدالية | المسابقة                         |
| --------- | -------------------------------- |
| برونزية   | بطولة كأس العالم لكرة السلة 1967 |
| فضية      | بطولة كأس العالم لكرة السلة 1970 |
| برونزية   | بطولة كأس العالم لكرة السلة 1978 |

## روابط خارجية
- هيليو روبنز غارسيا على موقع الاتحاد الدولي لكرة السلة (الإنجليزية)
- هيليو روبنز غارسيا على موقع الاتحاد الدولي لكرة السلة (الإنجليزية)
- هيليو روبنز غارسيا على موقع سبورتس رفرنس (الإنجليزية)
- هيليو روبنز غارسيا على موقع أوليمبيديا (الإنجليزية)